# Хамад ибн Иса ел Халифа
Хамад ибн Иса ел Калифа (арап. حمد بن عيسى آل خليفة; Рифа, Бахреин, 28. јануар 1950) је краљ Бахреина. На престо је ступио 6. марта 1999. као емир, а 14. фебруара 2002. прогласио се за краља.